# Hatto H. Schmitt
Hatto Herbert Schmitt (* 15. Februar 1930 in Aschaffenburg; † 27. April 2023) war ein deutscher Althistoriker und Hochschullehrer.

## Leben
Hatto H. Schmitt studierte in München (u. a. bei Hermann Bengtson) und Tübingen Geschichte und altertumswissenschaftliche Fächer. 1955 wurde er bei Alexander Schenk Graf von Stauffenberg in München mit einer Arbeit über Rom und Rhodos promoviert und habilitierte sich 1963 an der Würzburg, wohin er Bengtson gefolgt war, mit Untersuchungen zur Geschichte Antiochos des Großen und seiner Zeit. 1964 ging er als C3-Professor an die Universität des Saarlandes, 1965 als Ordinarius an die Universität Bonn, wo er 1971/72 auch Rektor war. 1978 kehrte er als Nachfolger Bengtsons nach München zurück und wurde dort 1998 emeritiert.
Den Schwerpunkt von Schmitts Forschungstätigkeit bildete die griechische Geschichte, insbesondere des Hellenismus, über den er gemeinsam mit Ernst Vogt das Kleine Wörterbuch des Hellenismus (in letzter Auflage Kleines Lexikon des Hellenismus) sowie das Lexikon des Hellenismus herausgab. Er war an den Arbeiten Bengtsons über die antiken Staatsverträge beteiligt und gab 1969 einen Band mit den Verträgen der Jahre 338 bis 200 v. Chr. heraus.
Von September 1973 bis 1976 war Hatto H. Schmitt zusammen mit Thomas Nipperdey und Michael Zöller einer der drei Vorsitzenden des 1970 gegründeten Bundes Freiheit der Wissenschaft (BFW), eines Vereins zur Bildungspolitik als Reaktion auf die Studentenbewegung.

## Schriften (Auswahl)
- mit Ernst Vogt: Kleines Wörterbuch des Hellenismu. Harrassowitz, Wiesbaden 1988, Neuauflage 2003.
- Untersuchungen zur Geschichte Antiochos' des Großen und seiner Zeit. Steiner, Wiesbaden 1964.
- Rom und Rhodos. Geschichte ihrer politischen Beziehungen seit der ersten Berührung bis zum Aufgehen des Inselstaates im römischen Weltreich. Beck, München 1957.